# Чарлстаун (Мейо)
Чарлстаун (Чарльзтаун; англ. Charlestown; ирл. Baile Chathail, Бале-Хахаль) — деревня в Ирландии, находится в графстве Мейо (провинция Коннахт) в районе пересечения N17 и N5.
Население — 859 человек (по переписи 2006 года).
Местная железнодорожная станция была открыта 1 октября 1895, закрыта для пассажиров 17 июня 1963 года и окончательно закрыта 3 ноября 1975 года.